# Passaporto kosovaro
Il Passaporto del Kosovo (in albanese Pasaportë e Kosovës; in serbo ?, Pasoš Republike Kosovo) è un documento di viaggio che viene rilasciato ai cittadini della Repubblica del Kosovo per permettere loro di effettuare viaggi all'estero. Con esso si prova l'identità e la cittadinanza del Kosovo. L'autorità competente per il rilascio è il Ministero degli Affari Interni del Kosovo. Le Autorità del Kosovo hanno iniziato a rilasciare passaporti biometrici a partire dal mese di ottobre 2011.

## Storia
Il Kosovo ha proclamato l'indipendenza dalla Serbia il 17 febbraio 2008. Immediatamente dopo l'adozione della legge fondamentale dello Stato, la Costituzione, le autorità hanno iniziato a rilasciare passaporti per i cittadini della Repubblica del Kosovo. Questo è probabilmente il più importante documento emblematico perché, data la sua specificità, diventa il precursore del Kosovo indipendente nel mondo intero. Tuttavia, il Kosovo non è ancora riconosciuto come uno stato indipendente da tutte le nazioni del mondo e quindi il suo passaporto incontra ancora difficoltà nei valichi di frontiera o presso i consolati stranieri per il rilascio dei visti. La popolazione del Kosovo, nel corso degli anni ha avuto nelle mani passaporti con scritte diverse:
- Passaporto della monarchia serbo-croato-slovena nei primi anni del XX secolo.
- Passaporto jugoslavo dopo la Seconda guerra mondiale.
- Passaporto (documento di viaggio), rilasciato dalla Missione delle Nazioni Unite, l'UNMIK, negli anni 2000-2008.
- Passaporto rilasciato dallo Stato indipendente e sovrano del Kosovo dal mese di luglio 2008.

## Caratteristiche
Il passaporto attuale del Kosovo è biometrico. È di colore rosso borgogna stemma della Repubblica del Kosovo nella parte centrale della copertina. Le parole "Repubblica del Kosovo" e "Passaporto" sono scritte in albanese, serbo e inglese. Anche i dati personali all'interno sono redatti in queste tre lingue. Ci sono elementi di sicurezza soddisfacenti: l'impronta digitale a fianco alla pagina dei dati, microstampa olografica, la pagina di dati è laminata, ecc. Il passaporto kosovaro soddisfa buona parte delle raccomandazioni impartite dall'Organizzazione Internazionale dell'Aviazione Civile come: dimensioni, elementi di sicurezza, il modello, ecc.
Per i cittadini sopra i 18 anni il passaporto è valido 10 anni.
I passaporti kosovari vengono rilasciati in quattro varianti: passaporto ordinario, passaporto diplomatico, passaporto ufficiale e documento di viaggio.
Il documento è stato presentato a luglio 2008, ha una validità di 10 anni e rispetta gli standard di sicurezza imposti dall'Unione europea.